# Marek Suski
Marek Witold Suski, né le 11 juin 1958 à Grójec, est un homme politique polonais, membre de Droit et justice et ministre sans portefeuille, chef du cabinet politique de la présidence du Conseil des ministres depuis décembre 2017.